# 大相撲平成24年9月場所
大相撲平成24年9月場所（おおずもうへいせい24ねん9がつばしょ）は、2012年9月9日（日）から9月23日（日）まで両国国技館で開催された大相撲本場所。
幕内最高優勝は、大関・日馬富士公平（15戦全勝・2場所連続4回目）

## 場所前の話題など
番付発表は2012年（平成24年）8月27日。
前場所で15戦全勝優勝をした大関日馬富士の横綱昇進がかかる場所で、鏡山審判部長（元関脇多賀竜）など複数関係者が「13勝以上」を昇進の目安とする見解を示しており、第70代横綱が誕生するのか注目された。
妙義龍が新関脇に昇進した。新関脇の誕生は2010年9月場所以来11場所ぶり。日本体育大学出身者として初めての関脇であるとともに、現行の幕下付出制度での入門者で初めての関脇昇進でもあった。2場所連続で技能賞を受賞する大活躍が続いており、この場所でも活躍を期待された。
碧山が新小結に昇進した。初土俵から所要18場所での新三役昇進は幕下付出入門者を除くと史上7位のスピード出世で、旧田子ノ浦部屋入門者として初めての三役昇進となり、その活躍が期待された。

## 番付・星取表
| 東       | 成績       | 結果   | 番付   | 西         | 成績       | 結果 |
| -------- | ---------- | ------ | ------ | ---------- | ---------- | ---- |
| 白鵬     | 13勝2敗    |        | 横綱   |            |            |      |
| 日馬富士 | 15勝       | 優勝   | 大関   | 稀勢の里   | 10勝5敗    |      |
| 琴奨菊   | 2勝2敗11休 |        | 大関   | 把瑠都     | 1勝3敗11休 |      |
| 琴欧洲   | 2勝4敗9休  |        | 大関   | 鶴竜       | 11勝4敗    |      |
| 妙義龍   | 10勝5敗    | 技能賞 | 関脇   | 豪栄道     | 8勝7敗     |      |
| 碧山     | 4勝11敗    |        | 小結   | 栃ノ心     | 6勝9敗     |      |
| 松鳳山   | 7勝8敗     |        | 前頭1  | 魁聖       | 7勝8敗     |      |
| 阿覧     | 3勝12敗    |        | 前頭2  | 臥牙丸     | 4勝11敗    |      |
| 豊真将   | 9勝6敗     |        | 前頭3  | 豊ノ島     | 6勝9敗     |      |
| 安美錦   | 10勝5敗    |        | 前頭4  | 豊響       | 7勝8敗     |      |
| 栃煌山   | 9勝6敗     | 殊勲賞 | 前頭5  | 豪風       | 8勝7敗     |      |
| 時天空   | 6勝9敗     |        | 前頭6  | 舛ノ山     | 8勝7敗     |      |
| 雅山     | 5勝10敗    |        | 前頭7  | 翔天狼     | 6勝9敗     |      |
| 大道     | 7勝8敗     |        | 前頭8  | 隠岐の海   | 11勝4敗    |      |
| 北太樹   | 6勝9敗     |        | 前頭9  | 髙安       | 10勝5敗    |      |
| 嘉風     | 7勝8敗     |        | 前頭10 | 若荒雄     | 6勝9敗     |      |
| 旭天鵬   | 10勝5敗    |        | 前頭11 | 若の里     | 7勝8敗     |      |
| 千代大龍 | 6勝9敗     |        | 前頭12 | 宝富士     | 5勝10敗    |      |
| 朝赤龍   | 8勝7敗     |        | 前頭13 | 天鎧鵬     | 6勝9敗     |      |
| 旭日松   | 8勝7敗     |        | 前頭14 | 木村山     | 6勝9敗     |      |
| 富士東   | 8勝7敗     |        | 前頭15 | 佐田の富士 | 5勝10敗    |      |
| 隆の山   | 6勝9敗     |        | 前頭16 |            |            |      |

## 優勝争い
横綱白鵬と綱取り大関日馬富士は順調に初日から星を伸ばす。他の大関陣は3人が休場したが、稀勢の里は連勝を続け、鶴竜も4日目に敗れただけの1敗で優勝争いに加わっていた。中日終了時点で全勝は白鵬、日馬富士、稀勢の里、髙安、旭天鵬の5人、1敗が鶴竜と隠岐の海で、近年稀に見る混戦模様を呈していた。
髙安は9日目に1敗の隠岐の海に敗れ、稀勢の里、高安、隠岐の海が1敗、全勝が白鵬、日馬富士、旭天鵬の3人となった。翌10日目には東前頭11枚目の旭天鵬がこの番付なら本来組まれないはずだった大関戦・2敗の鶴竜との取組に敗れて初黒星を喫し、同じく全勝だった横綱白鵬も、東前頭5枚目で3大関休場により急遽対戦が組まれた栃煌山に金星を許して初黒星を喫し、10日目終了時点で全勝が1人、1敗が3人という展開に変化した。
稀勢の里は11日目に3大関休場の余波で急遽対戦が組まれた安美錦戦に敗れて2敗へ後退した。この日は日馬富士も隠岐の海相手に危ない相撲を何とか拾うという内容だったが、稀勢の里以外の全勝・1敗勢は全て勝った。12日目には旭天鵬も敗れて1敗は白鵬だけとなった。13日目も日馬富士は稀勢の里に勝って全勝を守り、1敗の白鵬は鶴竜に勝ったため、この時点でこの場所もこの2人だけが優勝を争うこととなった。14日目も互いに勝ち、1差対決となった千秋楽、横綱昇進をほぼ手中とした日馬富士が下手投げで白鵬に勝ち、2場所連続の全勝優勝を飾った。

## 各段優勝・三賞
- 幕内最高優勝　日馬富士公平　15戦全勝（2場所連続4度目）
  - 殊勲賞　栃煌山雄一郎　9勝6敗（初）
  - 敢闘賞　該当者なし
  - 技能賞　妙義龍泰成　10勝5敗（3場所連続4度目）
- 十両優勝　常幸龍貴之　11勝4敗
- 幕下優勝　竜電剛至　7戦全勝
- 三段目優勝　鋼一幸　7戦全勝
- 序二段優勝　岩﨑拓也　7戦全勝
- 序ノ口優勝　蒼天龍政光　7戦全勝

## トピック
- 関脇が東妙義龍と西豪栄道の境川部屋同士となり、2008年1月場所以来の同部屋関脇となった。また、小結が東碧山と西栃ノ心の春日野部屋同士となり、こちらも2000年9月場所以来となった。[3]
- この場所新十両の大喜鵬は関取独特の風習に戸惑い、初日は力水を吐き出さずに全て飲み込んでしまう、2日目は撒いた塩が自分の体にかかる、といったアクシデントを起こした。[4]
- 東十両12枚目でこの場所3日目から途中休場していた、元小結の黒海が12日目に引退届を提出し、現役を引退した。日本国籍を取得しなかったこともあり、引退後は協会に残らないこととなった。[5]
- 日馬富士はこの場所も全勝優勝したが、大関の2場所連続全勝優勝は1994年9月場所と11月場所の貴乃花以来史上3人目の快挙、1場所15日制定着以降で2人目だった[6]。また、白鵬は横綱昇進以降で初めて3場所続けて優勝を逃した[7]。
- 場所後、大関日馬富士は第70代横綱へ推挙され、9月26日に昇進伝達式[8]、9月28日に明治神宮奉納土俵入りを行い[9]、翌9月29日の栃乃洋引退竹縄襲名披露大相撲で国技館初めての土俵入りを行った[10]。土俵入りは不知火型を選択した[11]。
- この場所初日の魁聖-把瑠都の取組は、把瑠都の叩き込みに魁聖が屈したかのように見えたが、把瑠都が先に出たと判断されて行司木村正直の軍配は魁聖に上がった。物言いもつかなかったため、この取組には誤審ではないかとの苦情が多く寄せられる事態となった。[12]
- この場所は4日目から琴奨菊と把瑠都、6日目から琴欧洲の3大関が休場した。2人の大関が同じ日から途中休場[13]、同じ部屋の2大関が同じ場所で休場の2つは史上初、同じ場所で3大関が途中休場は2001年9月場所以来11年ぶりのことだった[14]。次場所は史上初の3大関角番という事態になった[15]。
- この場所5日目に、木村山が旭日松相手に、幕内では6年ぶりとなる踏み出しで敗れた。[16]
- この場所中日に、十両で高見盛が里山相手に波離間投げを決めて勝利した。幕内では把瑠都が何度か出しているが、十両では実に20年ぶりのことだった。[17]
- この場所2日目に若の里が通算800勝を達成[18]。同期入門の旭天鵬（モンゴル出身）も9日目に通算813勝で外国出身力士の最多勝を達成[19]。14日目にはこの両者による、800勝超え力士同士の対戦が実現、若の里が寄り切りで勝利した[20]